# As You Like It - Come vi piace
As You Like It - Come vi piace (As You Like It) è un film del 2006 diretto da Kenneth Branagh, trasposizione cinematografica dell'omonima commedia di William Shakespeare. Lo scenario è ispirato al Giappone del XIX secolo. Le riprese si sono svolte in una location vicino a Londra e agli Shepperton Studios.

## Riconoscimenti
Screen Actors Guild Awards 2008: miglior attore in un film o miniserie televisiva (Kevin Kline).